# Italien beim Eurovision Song Contest
Teilnehmende Rundfunkanstalt

Erste Teilnahme
1956
Anzahl der Teilnahmen
50 (Stand 2025)
Höchste Platzierung
1 (1964, 1990, 2021)
Höchste Punktzahl
524 (2021)
Niedrigste Punktzahl
0 (1966)
Punkteschnitt (seit erstem Beitrag)
92,24 (Stand 2021)
Punkteschnitt pro abstimmendem Land im 12-Punkte-System
3,97 (Stand 2021)
Dieser Artikel befasst sich mit der Geschichte Italiens als Teilnehmer am Eurovision Song Contest.
Italien nahm seit dem ersten Eurovision Song Contest 1956 teil, verzichtete aber für eine insgesamt hohe Zahl von 19 Jahren auf die Teilnahme. Dreimal gewann Italien den Wettbewerb, weitere achtmal erzielte es einen Podestplatz. Nur einmal belegte es den letzten Platz. Das Land musste nie an einer Qualifikationsrunde oder einem Halbfinale teilnehmen; seit der letztmaligen Rückkehr 2011 ist das Land als Hauptsponsor automatisch qualifiziert. Seit 2017 landeten erreichten alle Beiträge einen Platz in den Top 7. Damit gilt Italien trotz der im Vergleich nicht sehr hohen Zahl an Siegen als einer der erfolgreichsten Teilnehmer von besonders konstanter Qualität.

## Regelmäßigkeit der Teilnahme und Erfolge im Wettbewerb

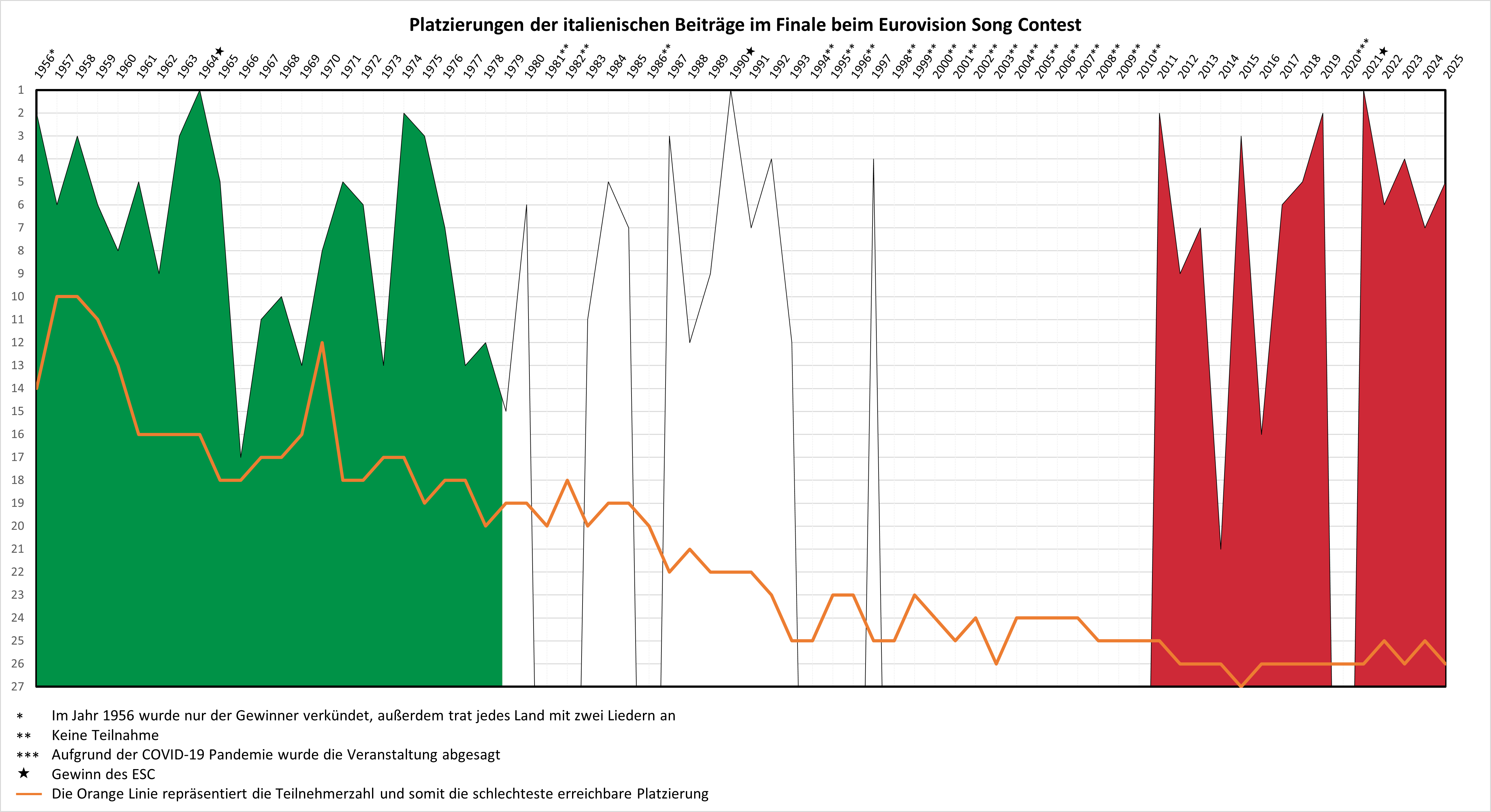
Platzierungen Italiens im Finale (Stand 2025)

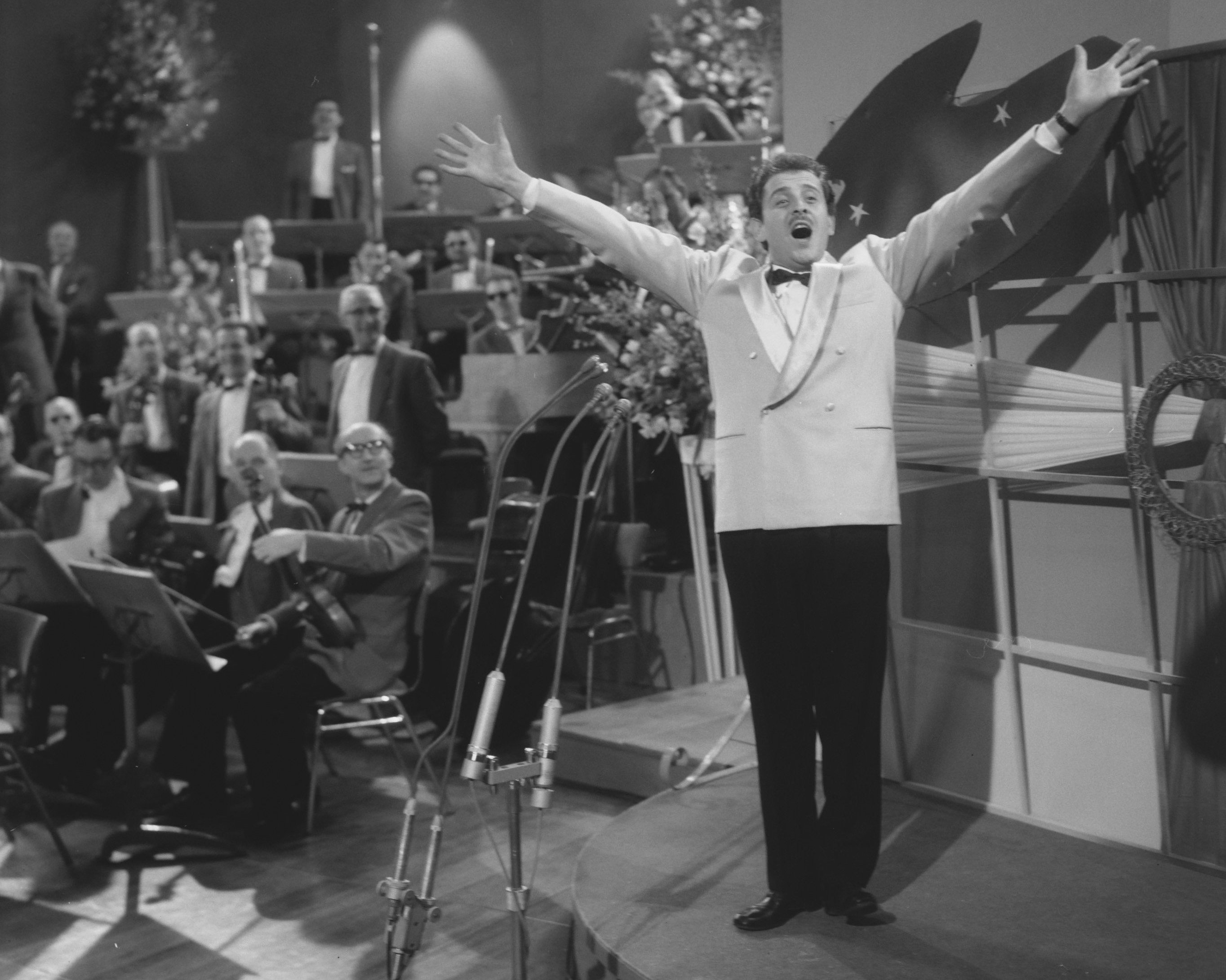
Domenico Modugno 1958 in Hilversum

Italien nahm bereits am ersten Eurovision Song Contest im Jahr 1956 teil. Allerdings wurden, abgesehen vom Schweizer Sieg, die restlichen Platzierungen nie bekannt gemacht. 1957 erreichte Italien einen sechsten Platz von zehn Teilnehmern. Aber schon 1958 konnte Italien mit Domenico Modugno einen dritten Platz erreichen. Auch in den Jahren danach konnte das Land mindestens immer einen Platz unter den besten Zehn erreichen. 1963 konnte der nächste dritte Platz eingefahren werden. 1964 gelang dann auch schon der erste Sieg Italiens beim ESC mit Gigliola Cinquetti und ihrem Lied Non ho l’età. 1965 konnte Italien als Gastgeber einen fünften Platz erreichen.
1966 trat Domenico Modugno zum dritten Mal für Italien an. Dieses Mal hatte er allerdings keinen Erfolg und landete mit 0 Punkten zusammen mit Monaco auf den letzten Platz und erreichte damit die bis dahin schlechteste Platzierung Italiens beim ESC. In den Jahren danach waren die Platzierungen mit Platz 11 1967, Platz 10 1968 und Platz 13 1969 eher durchschnittlich. Erst 1970 erreichte das Land wieder eine Platzierung unter den besten Zehn. Bis 1976 konnte sich Italien, mit Ausnahme von 1973, immer unter den besten Zehn platzieren. 1974 erreichte Gigliola Cinquetti, die 1964 den ESC für Italien gewann, sogar den zweiten Platz, während Wess & Dori Ghezzi den dritten Platz 1975 erreichten. Von 1977 bis 1979 erreichte Italien wieder nur durchschnittliche Platzierungen. Während 1980 noch der sechste Platz erreicht wurde, setzte Italien 1981 und 1982 beim ESC aus.
1983 kehrte Italien schon wieder zurück, die Rückkehr war aber von einem durchschnittlichen Platz geprägt. 1984 und 1985 gelangen allerdings wieder zwei Platzierungen unter den besten Zehn. Während 1986 ausgesetzt wurde, kehrte Italien 1987 wieder zurück und erreichte sofort den dritten Platz, der damit der bisher schon vierte dritte Platz in Italiens ESC Geschichte war. 1988 schnitt das Land dann wieder durchschnittlich ab. Von 1989 bis 1992 war Italien sehr erfolgreich. Insgesamt holte Italien in dem Zeitraum nur Platzierungen unter den besten Zehn und 1990 mit Toto Cutugno sogar den zweiten Sieg für Italien. 1993 war diese erfolgreiche Zeit aber vorbei. Italien erreichte nur einen durchschnittlichen zwölften Platz. Von 1994 bis 1996 setzte das Land erneut aus. Am Eurovision Song Contest 1997 nahm Italien wieder teil und erzielte den vierten Platz. Ab 1998 setzte Italien dann komplett aus und blieb dem ESC bis 2010 jedes Jahr fern.
Ende 2010 wurde bekannt gegeben, dass Italien ab 2011 wieder am Wettbewerb teilnehmen möchte. Durch Italiens Rückkehr wurde aus der damaligen Big 4 die heute bekannte Big 5, womit Italien neben Deutschland, Frankreich, Spanien und dem Vereinigten Königreich nun zu den größten Geldgebern für den Wettbewerb zählt. In Düsseldorf war Italiens Rückkehr ein voller Erfolg: Raphael Gualazzi holte Platz 2 und die damit beste Platzierung seit dem Sieg 1990. Dabei gewann Italien das Juryvoting, konnte im Televoting allerdings nur Platz 11 holen. 2012 und 2013 war Italien ebenfalls erfolgreich und holte zwei Platzierungen unter den besten Zehn. 2014 kam dann ein kurzer Tiefpunkt: Emma Marrone holte in Kopenhagen mit Platz 21 Italiens schlechtestes Ergebnis aller Zeiten in seiner Geschichte beim ESC.

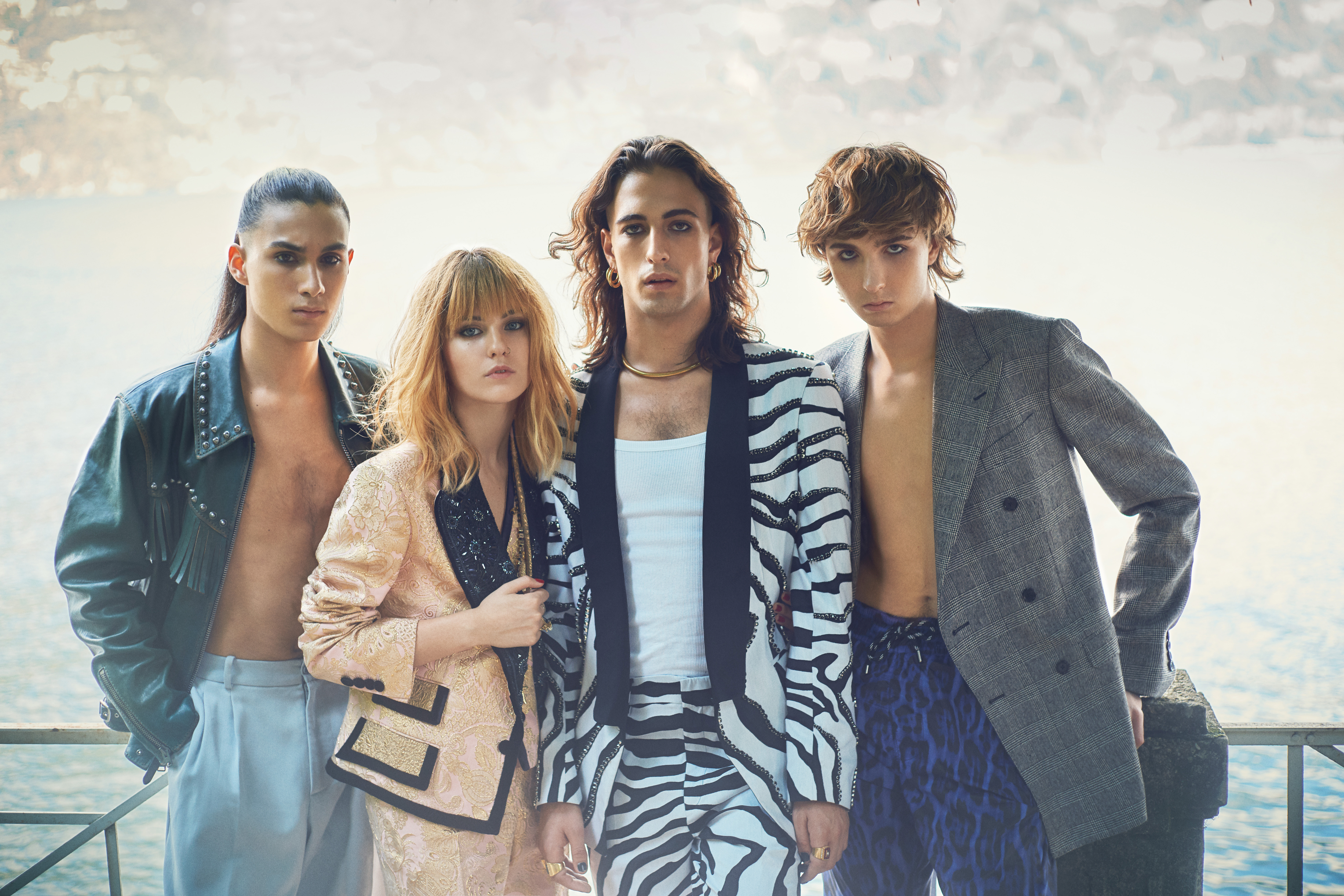
Die Band Måneskin holte 2021 Italiens dritten Sieg beim Wettbewerb

2015 war wieder ein voller Erfolg: Il Volo gewann das Televoting und holte Platz 6 im Juryvoting, womit die Gruppe insgesamt Platz 3 erreichte. Mit 292 Punkten holte sie die bis dahin höchste Punktzahl Italiens beim ESC. 2016 erreichte Italien mit Platz 16 wieder nur einen durchschnittlichen Platz. 2017 konnte Italien aber wieder einen Platz unter den besten Zehn erreichen, außerdem erreichte Francesco Gabbani mit 334 Punkten wieder einen neuen Punkterekord für Italien beim ESC. 2018 erreichte Italien mit Platz 5 ebenfalls eine gute Platzierung. 2019 erreichte das Land seine beste Platzierung seit 2011 auf Platz 2: Mit 472 Punkten stellte der Sänger Mahmood erneut einen neuen Punkterekord für Italien auf, der 2021 schon wieder eingestellt wurde, denn im Jahr 2021 gewann Italien schließlich zum dritten Mal den Eurovision Song Contest: Die Band Måneskin erhielt für das Lied Zitti e buoni 524 Punkte und damit einen neuen Punkterekord. Als Gastgeberland im Jahr 2022 konnte man mit dem 6. Platz erneut eine Platzierung unter den ersten Zehn erreichen, ebenfalls 2023, wo man mit Platz 4 eine Top-5 Platzierung einholte. Auch 2024 gelang es mit Angelina Mango und dem 7. Platz erneut eine Platzierung unter den ersten Zehn zu erreichen. Im Folgejahr 2025 erreichte man mit Platz 5 im Finale eine Platzierung unter den ersten fünf. Somit landeten alle Beiträge seit 2017 durchgehend unter den ersten Zehn.
Insgesamt landeten 35 der 50 italienischen Beiträge in der linken Tabellenhälfte. Mit nur einem letzten Platz, drei Siegen, drei zweiten Plätzen, fünf dritten Plätzen und zahlreichen weiteren Platzierungen unter den besten Zehn gehört Italien zu den erfolgreichsten Ländern im Wettbewerb. Seit der Rückkehr im Jahr 2011 erreichte das Land mit Ausnahme auf 2014 und 2016 zudem nur Platzierungen unter den ersten Zehn.

## Liste der Beiträge
Farblegende:
– 1. Platz. 
– 2. Platz. 
– 3. Platz. 
– Punktgleichheit mit dem letzten Platz.
– ausgeschieden im Halbfinale/in der Qualifikation/im osteuropäischen Vorentscheid.
– keine Teilnahme/nicht qualifiziert.
– Absage des Eurovision Song Contests.
| Jahr          | Interpret                  | Titel Musik (M) und Text (T) | Sprache                  | Übersetzung                          | Finale                             | Finale                             | Nationaler Vorentscheid                                      |
| Jahr          | Interpret                  | Titel Musik (M) und Text (T) | Sprache                  | Übersetzung                          | Platz                              | Punkte                             | Nationaler Vorentscheid                                      |
| ------------- | -------------------------- | --- | ------------------------ | ------------------------------------ | ---------------------------------- | ---------------------------------- | ------------------------------------------------------------ |
| 1956          | Tonina Torrielli           | Amami se vuoi M: Vittorio Mascheroni; T: Mario Panzeri                                                                          | Italienisch              | Liebe mich, wenn Du willst           | k. A. / 14                         | k. A.                              | Sanremo-Festival 1956                                        |
| 1956          | Franca Raimondi            | Aprite le finestre M: Virgilio Panzuti; T: Pinchi                                                                               | Italienisch              | Öffnet die Fenster                   | k. A. / 14                         | k. A.                              | Sanremo-Festival 1956                                        |
| 1957          | Nunzio Gallo               | Corde della mia chitarra M: Mario Ruccione; T: Giuseppe Fiorelli                                                                | Italienisch              | Saiten meiner Gitarre                | 6 / 10                             | 7                                  | Sanremo-Festival 1957                                        |
| 1958          | Domenico Modugno           | Nel blu dipinto di blu M: Domenico Modugno; T: Domenico Modugno, Franco Migliacci                                               | Italienisch              | In blau gemaltes Blau                | 3 / 10                             | 13                                 | Sanremo-Festival 1958                                        |
| 1959          | Domenico Modugno           | Piove (Ciao, ciao, bambina) M: Domenico Modugno; T: Dino Verde                                                                  | Italienisch              | Es regnet (Ciao, ciao, Mädchen)      | 6 / 11                             | 9                                  | Sanremo-Festival 1959                                        |
| 1960          | Renato Rascel              | Romantica M: Dino Verde; T: Renato Rascel                                                                                       | Italienisch              | Romantisch                           | 8 / 13                             | 5                                  | Sanremo-Festival 1960                                        |
| 1961          | Betty Curtis               | Al di là M: Carlo Donida; T: Mogol                                                                                              | Italienisch              | Jenseits                             | 5 / 16                             | 12                                 | Sanremo-Festival 1961                                        |
| 1962          | Claudio Villa              | Addio, addio M: Domenico Modugno; T: Franco Migliacci                                                                           | Italienisch              | Leb wohl, leb wohl                   | 9 / 16                             | 3                                  | Sanremo-Festival 1962                                        |
| 1963          | Emilio Pericoli            | Uno per tutte M: Tony Renis; T: Mogol, Alberto Testa                                                                            | Italienisch              | Einer für alle                       | 3 / 16                             | 37                                 | Sanremo-Festival 1963                                        |
| 1964          | Gigliola Cinquetti         | Non ho l’età M: Mario Panzeri, Gene Colonnello; T: Nicola Salerno                                                               | Italienisch              | Ich bin nicht alt genug              | 1 / 16                             | 49                                 | Sanremo-Festival 1964                                        |
| 1965          | Bobby Solo                 | Se piangi, se ridi M: Gianni Marchetti, Roberto Satti; T: Mogol, Roberto Satti                                                  | Italienisch              | Wenn Du weinst, wenn Du lachst       | 5 / 18                             | 15                                 | Sanremo-Festival 1965                                        |
| 1966          | Domenico Modugno           | Dio, come ti amo M/T: Domenico Modugno                                                                                          | Italienisch              | Mein Gott, wie sehr ich dich liebe   | 17 / 18                            | 0                                  | Sanremo-Festival 1966                                        |
| 1967          | Claudio Villa              | Non andare più lontano M: Gino Mescoli; T: Vito Pallavicini                                                                     | Italienisch              | Geh nicht weiter                     | 11 / 17                            | 4                                  | Sanremo-Festival 1967 (Interpret) interne Auswahl (Lied)     |
| 1968          | Sergio Endrigo             | Marianne M/T: Sergio Endrigo | Italienisch              | Marianne                             | 10 / 17                            | 7                                  | Sanremo-Festival 1968 (Interpret) interne Auswahl (Lied)     |
| 1969          | Iva Zanicchi               | Due grosse lacrime bianche M: Piero Soffici; T: Carlo Daiano                                                                    | Italienisch              | Zwei große weiße Tränen              | 13 / 16                            | 5                                  | Sanremo-Festival 1969 (Interpretin) interne Auswahl (Lied)   |
| 1970          | Gianni Morandi             | Occhi di ragazza M: Lucio Dalla; T: Sergio Bardotti, Gianfranco Baldazzi                                                        | Italienisch              | Mädchenaugen                         | 8 / 12                             | 5                                  | Canzonissima 1969 (Interpret) interne Auswahl (Lied)         |
| 1971          | Massimo Ranieri            | L’amore è un attimo M: Enrico Polito; T: Giancarlo Bigazzi, Gaetano Savio                                                       | Italienisch              | Die Liebe ist ein Augenblick         | 5 / 18                             | 91                                 | Canzonissima 1970 (Interpret) interne Auswahl (Lied)         |
| 1972          | Nicola Di Bari             | I giorni dell’arcobaleno M: Piero Pintucci, Nicola Di Bari; T: Dalmazio Masini                                                  | Italienisch              | Die Tage des Regenbogens             | 6 / 18                             | 92                                 | Canzonissima 1971 (Interpret) interne Auswahl (Lied)         |
| 1973          | Massimo Ranieri            | Chi sarà M: Enrico Polito, Gaetano Savio; T: Giancarlo Bigazzi                                                                  | Italienisch              | Wer wird sein                        | 13 / 17                            | 74                                 | Canzonissima 1972 (Interpret) interne Auswahl (Lied)         |
| 1974          | Gigliola Cinquetti         | Sì M/T: Mario Panzeri, Daniele Pace, Lorenzo Pilat, Corrado Conti                                                               | Italienisch              | Ja                                   | 2 / 17                             | 18                                 | Canzonissima 1973 (Interpretin) interne Auswahl (Lied)       |
| 1975          | Wess & Dori Ghezzi         | Era M: Shel Shapiro; T: Andrea Lo Vecchio                                                                                       | Italienisch              | Es war                               | 3 / 19                             | 115                                | Canzonissima 1974 (Interpret) interne Auswahl (Lied)         |
| 1976          | Al Bano & Romina Power     | We’ll Live It All Again M: Detto Mariano; T: Romina Power, Albano Carrisi                                                       | Englisch, Italienisch    | Wir werden alles noch einmal erleben | 7 / 18                             | 69                                 | interne Auswahl                                              |
| 1977          | Mia Martini                | Libera M: Salvatore Fabrizio; T: Luigi Albertelli                                                                               | Italienisch              | Frei                                 | 13 / 18                            | 33                                 | interne Auswahl                                              |
| 1978          | Ricchi e Poveri            | Questo amore M: Dario Farina, Mauro Lusini; T: Sergio Bardotti                                                                  | Italienisch              | Diese Liebe                          | 12 / 20                            | 53                                 | interne Auswahl                                              |
| 1979          | Matia Bazar                | Raggio di luna M: Antonella Ruggiero, Piero Cassano, Carlo Marrale; T: Salvatore Stellita, Giancarlo Golzi                      | Italienisch              | Mondstrahl                           | 15 / 19                            | 27                                 | interne Auswahl                                              |
| 1980          | Alan Sorrenti              | Non so che darei M/T: Alan Sorrenti                                                                                             | Italienisch              | Ich weiß nicht, was ich geben würde  | 6 / 19                             | 87                                 | interne Auswahl                                              |
| 1981 1982     | Auf Teilnahme verzichtet   | Auf Teilnahme verzichtet | Auf Teilnahme verzichtet | Auf Teilnahme verzichtet             | Auf Teilnahme verzichtet           | Auf Teilnahme verzichtet           | Auf Teilnahme verzichtet                                     |
| 1983          | Riccardo Fogli             | Per Lucia M: Maurizio Fabrizio; T: Riccardo Fogli, Vincenzo Spampinato                                                          | Italienisch              | Für Lucia                            | 11 / 20                            | 41                                 | interne Auswahl                                              |
| 1984          | Alice & Franco Battiato    | I treni di Tozeur M: Franco Battiato; T: Rosario Consentino, Giusto Pio                                                         | Italienisch              | Die Züge Tozeurs                     | 5 / 19                             | 70                                 | interne Auswahl                                              |
| 1985          | Al Bano & Romina Power     | Magic, Oh Magic M: Dario Farina, Michael Hoffmann; T: Cristiano Minellono                                                       | Italienisch a            | Magisch, oh wie magisch              | 7 / 19                             | 78                                 | interne Auswahl                                              |
| 1986          | Auf Teilnahme verzichtet   | Auf Teilnahme verzichtet | Auf Teilnahme verzichtet | Auf Teilnahme verzichtet             | Auf Teilnahme verzichtet           | Auf Teilnahme verzichtet           | Auf Teilnahme verzichtet                                     |
| 1987          | Umberto Tozzi & Raf        | Gente di mare M: Umberto Tozzi, Raf; T: Giancarlo Bigazzi                                                                       | Italienisch              | Leute des Meeres                     | 3 / 22                             | 103                                | Sanremo-Festival 1987 (Interpreten) b interne Auswahl (Lied) |
| 1988          | Luca Barbarossa            | Vivo (ti scrivo) M/T: Luca Barbarossa                                                                                           | Italienisch              | Ich lebe (ich schreibe dir)          | 12 / 21                            | 52                                 | Sanremo-Festival 1988 (Interpret) c interne Auswahl (Lied)   |
| 1989          | Anna Oxa & Fausto Leali    | Avrei voluto M: Franco Fasano; T: Franco Ciani, Franco Berlincioni                                                              | Italienisch              | Ich hätte gewollt                    | 9 / 22                             | 56                                 | Sanremo-Festival 1989 (Interpret) interne Auswahl (Lied)     |
| 1990          | Toto Cutugno               | Insieme: 1992 M/T: Salvatore Cutugno                                                                                            | Italienisch d            | Gemeinsam: 1992                      | 1 / 22                             | 149                                | Sanremo-Festival 1990 (Interpret) e interne Auswahl (Lied)   |
| 1991          | Peppino di Capri           | Comme è ddoce ’o mare M: Marcello Marocchi; T: Giampiero Artegiani                                                              | Neapolitanisch           | Wie süß das Meer ist                 | 7 / 22                             | 89                                 | interne Auswahl                                              |
| 1992          | Mia Martini                | Rapsodia M: Giuseppe Dati; T: Giancarlo Bigazzi                                                                                 | Italienisch              | Rhapsodie                            | 4 / 23                             | 111                                | Sanremo-Festival 1992 (Interpret) f interne Auswahl (Lied)   |
| 1993          | Enrico Ruggeri             | Sole d’Europa M/T: Enrico Ruggeri                                                                                               | Italienisch              | Sonne Europas                        | 12 / 25                            | 45                                 | Sanremo-Festival 1993 (Interpret) interne Auswahl (Lied)     |
| 1994 bis 1996 | Auf Teilnahme verzichtet   | Auf Teilnahme verzichtet | Auf Teilnahme verzichtet | Auf Teilnahme verzichtet             | Auf Teilnahme verzichtet           | Auf Teilnahme verzichtet           | Auf Teilnahme verzichtet                                     |
| 1997          | Jalisse                    | Fiumi di parole M: Fabio Ricci; T: Carmen Di Domenico, Alessandra Drusi                                                         | Italienisch              | Wortflüsse                           | 4 / 25                             | 114                                | Sanremo-Festival 1997                                        |
| 1998 bis 2010 | Auf Teilnahme verzichtet   | Auf Teilnahme verzichtet | Auf Teilnahme verzichtet | Auf Teilnahme verzichtet             | Auf Teilnahme verzichtet           | Auf Teilnahme verzichtet           | Auf Teilnahme verzichtet                                     |
| 2011          | Raphael Gualazzi           | Madness of Love M/T: Raphael Gualazzi                                                                                           | Italienisch, Englisch    | Liebeswahn                           | 2 / 25                             | 189                                | Sanremo-Festival 2011 g                                      |
| 2012          | Nina Zilli                 | L’amore è femmina (Out of Love) M/T: Christian Rabb, Kristoffer Sjökvist, Frida Molander, Charlie Mason, Nina Zilli             | Englisch, Italienisch    | Die Liebe ist weiblich               | 9 / 26                             | 101                                | Sanremo-Festival 2012 g (Interpret) interne Auswahl (Lied)   |
| 2013          | Marco Mengoni              | L’essenziale M: Francesco De Benedittis, Roberto Casalino, Marco Mengoni; T: Roberto Casalino                                   | Italienisch              | Das Wesentliche                      | 7 / 26                             | 126                                | Sanremo-Festival 2013 g                                      |
| 2014          | Emma                       | La mia città M/T: Emma Marrone                                                                                                  | Italienisch              | Meine Stadt                          | 21 / 26                            | 33                                 | interne Auswahl                                              |
| 2015          | Il Volo                    | Grande amore M/T: Francesco Boccia, Ciro Esposito                                                                               | Italienisch              | Große Liebe                          | 3 / 27                             | 292                                | Sanremo-Festival 2015                                        |
| 2016          | Francesca Michielin        | No Degree of Separation M: Fabio Gargiulo, Federica Abbate, Cheope; T: Francesca Michielin, Federica Abbate, Norma Jean Martine | Italienisch, Englisch    | Kein Grad der Trennung               | 16 / 26                            | 124                                | Sanremo-Festival 2016 h                                      |
| 2017          | Francesco Gabbani          | Occidentali’s Karma M/T: Francesco Gabbani, Filippo Gabbani, Luca Chiaravalli                                                   | Italienisch i            | Karma der Abendländer                | 6 / 26                             | 334                                | Sanremo-Festival 2017                                        |
| 2018          | Ermal Meta & Fabrizio Moro | Non mi avete fatto niente M/T: Ermal Meta, Fabrizio Moro, Andrea Febo                                                           | Italienisch              | Ihr konntet mir nichts anhaben       | 5 / 26                             | 308                                | Sanremo-Festival 2018                                        |
| 2019          | Mahmood                    | Soldi M: Mahmood, Dardust, Charlie Charles; T: Mahmood, Dardust                                                                 | Italienisch, Arabisch    | Geld                                 | 2 / 26                             | 472                                | Sanremo-Festival 2019                                        |
| 2020          | Diodato                    | Fai rumore M: Antonio Diodato, Edwyn Roberts; T: Antonio Diodato                                                                | Italienisch              | Du bist laut                         | Absage wegen der COVID-19-Pandemie | Absage wegen der COVID-19-Pandemie | Sanremo-Festival 2020                                        |
| 2021          | Måneskin                   | Zitti e buoni M/T: Damiano David, Ethan Torchio, Thomas Raggi, Victoria De Angelis                                              | Italienisch              | Leise und brav                       | 1 / 26                             | 524                                | Sanremo-Festival 2021                                        |
| 2022          | Mahmood & Blanco           | Brividi M: Michelangelo, Mahmood, Blanco: T: Mahmood, Blanco                                                                    | Italienisch              | Schauder                             | 6 / 25                             | 268                                | Sanremo-Festival 2022                                        |
| 2023          | Marco Mengoni              | Due vite M: Davide Simonetta, Davide Petrella; T: Marco Mengoni, Davide Petrella                                                | Italienisch              | Zwei Leben                           | 4 / 26                             | 350                                | Sanremo-Festival 2023                                        |
| 2024          | Angelina Mango             | La noia M: Angelina Mango, Madame, Dardust; T: Angelina Mango, Madame                                                           | Italienisch              | Die Langeweile                       | 7 / 25                             | 268                                | Sanremo-Festival 2024                                        |
| 2025          | Lucio Corsi                | Volevo essere un duro M/T: Lucio Corsi, Tommaso Sabatini                                                                        | Italienisch              | Ich wollte ein harter Kerl sein      | 5 / 26                             | 256                                | Sanremo-Festival 2025 j                                      |

## Nationale Vorausscheidungen
Bis einschließlich 1966 waren die Siegertitel des Sanremo-Festivals automatisch die italienischen Beiträge beim Eurovision Song Contest, auch die Interpreten stimmten in der Regel überein (die meisten Lieder wurden in Sanremo allerdings in zwei Versionen von zwei verschiedenen Interpreten dargeboten; von diesen wurde je einer für den ESC ausgewählt). 1956 war, da zwei Beiträge eingereicht wurden, auch der zweitplatzierte Titel vertreten. In den Jahren 1967 bis 1969 wurde weiter einer der siegreichen Sanremo-Interpreten als Vertreter für den Eurovision Song Contest ausgewählt, allerdings mit einem neuen Titel. Zwischen 1970 und 1975 wurden die Sieger des Wettbewerbs Canzonissima mit neuen Liedern zum ESC geschickt (1974 war dies zufällig ein Sanremo-Siegerlied).
Bis 1985 wurden die italienischen Vertreter vollständig intern ausgewählt, in den Jahren 1979, 1983 und 1985 waren es – mehr zufällig – die Vorjahressieger von Sanremo. 1987 bis 1997 fungierte das Sanremo-Festival wieder als Vorentscheidung (mit der Ausnahme 1991, als der ESC im eigenen Land stattfand), wobei nur 1997 auch das Lied beibehalten wurde. Außerdem rückten 1990 und 1992 jeweils nach Ablehnung der Sanremo-Sieger die Zweitplatzierten nach, 1988 gar der Drittplatzierte. 1987 fuhr Umberto Tozzi statt mit seinen beiden Sanremo-Kointerpreten mit dem Koautoren zum ESC.
Nach der Rückkehr Italiens 2011 wurden bis einschließlich 2013 die Interpreten, bis auf 2012 auch der Titel, aus dem Teilnehmerfeld des Sanremo-Festivals ausgewählt (2013 war dies der Siegertitel). 2014 wurde Emma Marrone (Sanremo-Siegerin 2012) intern ausgewählt, das Land zu vertreten; auch ihr Titel wurde intern bestimmt. Von 2015 bis 2019 erhielt der Sieger des Sanremo-Festivals von vornherein das Recht, Italien mit seinem Siegertitel beim Song Contest zu vertreten. Allerdings musste der Interpret nicht zustimmen. So gewann die Gruppe Stadio das Sanremo-Festival 2016, entschied sich jedoch gegen eine Teilnahme, woraufhin die Rai die Zweitplatzierte Francesca Michielin zum ESC schickte. 2015 und seit 2017 stimmten die Sieger einer Teilnahme zu.
Seit 2020 müssen die Interpreten, die am Sanremo-Festival teilnehmen, bereits im Vorfeld angeben, ob sie am Eurovision Song Contest teilnehmen wollen oder nicht. Damit weiß die italienische Fernsehanstalt bereits vorher, ob der Sieger auch gleichzeitig Italiens Interpret beim Song Contest ist. Stand 2021 nahmen alle Sieger auch am Eurovision Song Contest teil.

## Kommerzielle Erfolge
Unabhängig von ihrem Abschneiden waren viele italienische Beiträge auch international erfolgreich. Am bekanntesten darunter wohl Nel blu dipinto di blu (Volare), das europaweit und auch in den USA den ersten Platz in den Charts erreichte und im gleichen Jahr auch den Grammy als Best song gewann. Andere internationale Hits waren Piove (Ciao, ciao, bambina), das in der Originalversion kommerziell erfolgreich war und von Caterina Valente auf Deutsch eingesungen den zweiten Platz in den deutschen Charts erreichte, der erste Siegertitel Non ho l’età sowie Non so che darei aus dem Jahr 1980.

## Sprachen
Italien ist seiner Landessprache über die Jahre sehr treu geblieben, nahezu alle Beiträge wurden komplett auf Italienisch gesungen. Die erste Ausnahme gab es 1976, als der Beitrag von Romina Power und Al Bano auf Englisch und Italienisch gesungen wurde. 1984 wurden zwei Zeilen des Liedes I treni di Tozeur auf Deutsch gesungen, tatsächlich handelte es sich um einen Satz aus Mozarts Zauberflöte. 1985 wurde der zweite Beitrag von Romina Power und Al Bano überwiegend auf Italienisch gesungen, allerdings mit der englischen Titelzeile Magic, oh magic. 1990 endete jeder Refrain des Liedes Insieme: 1992 mit den englischen Wörtern unite, unite, Europe. Sprachlich bemerkenswert ist auch das im neapolitanischen Dialekt vorgetragene Comme è ddoce ’o mare von 1991.
2011 brachte Raphael Gualazzi ebenfalls ein zweisprachiges Lied. Madness of Love wurde jeweils zu ca. 50 % auf Italienisch und auf Englisch gesungen, ebenso L’amore è femmina (Out of Love) 2012. 2013 und 2014 sangen die Interpreten Marco Mengoni mit L’essenziale und ebenso Emma Marrone mit La mia città nur auf Italienisch. Auch der Beitrag von 2015 Grande amore wurde komplett auf Italienisch vorgetragen. 2016 hingegen entschied sich Francesca Michielin den ursprünglich italienischen Beitrag Nessun grado di separazione in Stockholm teils auf Italienisch und auf Englisch zu singen. Der Titel wurde im Englischen zu No Degree of Separation umgewandelt. Der Song 2017 enthielt einzelne Wörter in Altgriechisch, Englisch, Französisch, Pali und Sanskrit, wurde aber auch überwiegend auf Italienisch gesungen. 2018 wurde der italienische Beitrag wieder vollständig auf Italienisch vorgetragen. Der Beitrag von 2019 wurde überwiegend auf Italienisch gesungen, enthielt aber auch einige Wörter aus dem Arabischen. Damit tauchte die Sprache zum ersten Mal in einem italienischen Beitrag auf. Seit 2020 werden die Songs wieder vollständig auf Italienisch vorgetragen.

## Ausgetragene Wettbewerbe
| Jahr | Stadt  | Austragungsort           | Moderation                                  |
| ---- | ------ | ------------------------ | ------------------------------------------- |
| 1965 | Neapel | Auditorium Rai di Napoli | Renata Mauro                                |
| 1991 | Rom    | Studio 15 de Cinecittà   | Gigliola Cinquetti und Toto Cutugno         |
| 2022 | Turin  | Pala Alpitour            | Laura Pausini, Alessandro Cattelan und Mika |

## Liste der Kommentatoren und Punktesprecher
| Jahr | Kommentator                                                                                         | Punktesprecher           |
| ---- | --------------------------------------------------------------------------------------------------- | ------------------------ |
| 1956 | Franco Marazzi                                                                                      | –                        |
| 1957 | –                                                                                                   | –                        |
| 1958 | Bianca Maria Piccinino                                                                              | –                        |
| 1959 | Renato Tagliani                                                                                     | –                        |
| 1960 | Giorgio Porro                                                                                       | –                        |
| 1961 | Corrado Mantoni                                                                                     | –                        |
| 1962 | Renato Tagliani                                                                                     | –                        |
| 1963 | Renato Tagliani                                                                                     | –                        |
| 1964 | Renato Tagliani                                                                                     | –                        |
| 1965 | Renato Tagliani                                                                                     | –                        |
| 1966 | Renato Tagliani                                                                                     | –                        |
| 1967 | Renato Tagliani                                                                                     | –                        |
| 1968 | Renato Tagliani                                                                                     | –                        |
| 1969 | Renato Tagliani                                                                                     | –                        |
| 1970 | Renato Tagliani                                                                                     | –                        |
| 1971 | Renato Tagliani                                                                                     | –                        |
| 1972 | Renato Tagliani                                                                                     | –                        |
| 1973 | Renato Tagliani                                                                                     | –                        |
| 1974 | Rosanna Vaudetti                                                                                    | –                        |
| 1975 | Silvio Noto                                                                                         | –                        |
| 1976 | Silvio Noto                                                                                         | –                        |
| 1977 | Silvio Noto                                                                                         | –                        |
| 1978 | Tullio Grazzini                                                                                     | –                        |
| 1979 | Rosanna Vaudetti                                                                                    | Paola Perissi            |
| 1980 | Michele Gammino                                                                                     | –                        |
| 1981 | Keine Übertragung                                                                                   | Auf Teilnahme verzichtet |
| 1982 | Keine Übertragung                                                                                   | Auf Teilnahme verzichtet |
| 1983 | Paolo Frajese                                                                                       | –                        |
| 1984 | Antonio De Robertis                                                                                 | –                        |
| 1985 | Rosanna Vaudetti                                                                                    | –                        |
| 1986 | –                                                                                                   | Auf Teilnahme verzichtet |
| 1987 | Rosanna Vaudetti                                                                                    | –                        |
| 1988 | Daniele Piombi                                                                                      | –                        |
| 1989 | Gabriella Carlucci                                                                                  | –                        |
| 1990 | Peppi Franzelin                                                                                     | –                        |
| 1991 | Kein Kommentator                                                                                    | Rosanna Vaudetti         |
| 1992 | Peppi Franzelin                                                                                     | –                        |
| 1993 | Ettore Andenna                                                                                      | –                        |
| 1994 | Keine Übertragung                                                                                   | Auf Teilnahme verzichtet |
| 1995 | Keine Übertragung                                                                                   | Auf Teilnahme verzichtet |
| 1996 | Keine Übertragung                                                                                   | Auf Teilnahme verzichtet |
| 1997 | Ettore Andenna                                                                                      | Peppi Franzelin          |
| 1998 | Keine Übertragung                                                                                   | Auf Teilnahme verzichtet |
| 1999 | Keine Übertragung                                                                                   | Auf Teilnahme verzichtet |
| 2000 | Keine Übertragung                                                                                   | Auf Teilnahme verzichtet |
| 2001 | Keine Übertragung                                                                                   | Auf Teilnahme verzichtet |
| 2002 | Keine Übertragung                                                                                   | Auf Teilnahme verzichtet |
| 2003 | Fabio Canino & Paolo Quilici                                                                        | Auf Teilnahme verzichtet |
| 2004 | Keine Übertragung                                                                                   | Auf Teilnahme verzichtet |
| 2005 | Keine Übertragung                                                                                   | Auf Teilnahme verzichtet |
| 2006 | Keine Übertragung                                                                                   | Auf Teilnahme verzichtet |
| 2007 | Keine Übertragung                                                                                   | Auf Teilnahme verzichtet |
| 2008 | Keine Übertragung                                                                                   | Auf Teilnahme verzichtet |
| 2009 | Keine Übertragung                                                                                   | Auf Teilnahme verzichtet |
| 2010 | Keine Übertragung                                                                                   | Auf Teilnahme verzichtet |
| 2011 | Raffaella Carrà & Bob Sinclar                                                                       | Raffaella Carrà          |
| 2012 | Federica Gentile (Erstes Halbfinale) Marco Ardemagni & Filippo Solibello (Finale)                   | Ivan Bacchi              |
| 2013 | Federica Gentile (Erstes Halbfinale) Marco Ardemagni, Filippo Solibello & Natascha Lusenti (Finale) | Federica Gentile         |
| 2014 | Marco Ardemagni & Filippo Solibello (Halbfinale) Linus & Nicola Savino (Finale)                     | Linus                    |
| 2015 | Marco Ardemagni & Filippo Solibello (Halbfinale) Federico Russo & Valentina Correani (Finale)       | Federico Russo           |
| 2016 | Marco Ardemagni & Filippo Solibello (Halbfinale) Flavio Insinna & Federico Russo (Finale)           | Claudia Andreatti        |
| 2017 | Andrea Delogu & Diego Passoni (Halbfinale) Flavio Insinna & Federico Russo (Finale)                 | Giulia Valentina Palermo |
| 2018 | Carolina Di Domenico & Saverio Raimondo (Halbfinale) Serena Rossi & Federico Russo (Finale)         | Giulia Valentina Palermo |
| 2019 | Ema Stokholma (Halbfinale) Flavio Insinna (Finale) Federico Russo (alle Shows)                      | Ema Stokholma            |
| 2021 | Ema Stokholma & Saverio Raimondo (Halbfinale) Gabriele Corsi & Cristiano Malgioglio                 | Carolina Di Domenico     |
| 2022 | Gabriele Corsi, Cristiano Malgioglio, Carolina Di Domenico & The Jackal                             | Carolina Di Domenico     |
| 2023 | Gabriele Corsi & Mara Maionchi                                                                      | Kaze                     |
| 2024 | Gabriele Corsi & Mara Maionchi                                                                      | Mario Acampa             |
| 2025 | Gabriele Corsi & BigMama                                                                            | Topo Gigio               |

## Punktevergabe
Folgende Länder erhielten die meisten Punkte von oder vergaben die meisten Punkte an Italien (Stand: 2025):
| Die meisten im Finale vergebenen Punkte | Die meisten im Finale vergebenen Punkte | Die meisten im Finale vergebenen Punkte |
| Platz                                   | Land                                    | Punkte                                  |
| --------------------------------------- | --------------------------------------- | --------------------------------------- |
| 1                                       | Frankreich                              | 158                                     |
| 2                                       | Vereinigtes Königreich                  | 154                                     |
| 3                                       | Irland                                  | 131                                     |
| 4                                       | Schweiz                                 | 133                                     |
| 5                                       | Spanien                                 | 128                                     |

| Die meisten insgesamt vergebenen Punkte | Die meisten insgesamt vergebenen Punkte | Die meisten insgesamt vergebenen Punkte |
| Platz                                   | Land                                    | Punkte                                  |
| --------------------------------------- | --------------------------------------- | --------------------------------------- |
| 1                                       | Ukraine                                 | 209                                     |
| 2                                       | Schweiz                                 | 168                                     |
| 3                                       | Israel                                  | 162                                     |
| 4                                       | Moldau                                  | 159                                     |
| 5                                       | Frankreich                              | 158                                     |

| Die meisten erhaltenen Punkte | Die meisten erhaltenen Punkte | Die meisten erhaltenen Punkte |
| Platz                         | Land                          | Punkte                        |
| ----------------------------- | ----------------------------- | ----------------------------- |
| 1                             | Spanien                       | 282                           |
| 2                             | Schweiz                       | 275                           |
| 3                             | Portugal                      | 266                           |
| 4                             | Malta                         | 252                           |
| 5                             | Frankreich                    | 218                           |

### Vergaben der Höchstwertung
Seit 1975 vergab Italien im Finale die Höchstpunktzahl an 23 verschiedene Länder, davon fünfmal an Irland. Im Halbfinale dagegen vergab Italien die Höchstpunktzahl an zwölf verschiedene Länder, davon viermal an die Ukraine.
| Höchstwertung (Finale) | Höchstwertung (Finale)     | Höchstwertung (Finale)   |
| Jahr                   | Land                       | Platz (Finale)           |
| ---------------------- | -------------------------- | ------------------------ |
| 1975                   | Schweiz                    | 6                        |
| 1976                   | Irland                     | 10                       |
| 1977                   | Monaco                     | 4                        |
| 1978                   | Luxemburg                  | 7                        |
| 1979                   | Spanien                    | 2                        |
| 1980                   | Deutschland                | 2                        |
| 1981 1982              | Auf Teilnahme verzichtet   | Auf Teilnahme verzichtet |
| 1983                   | Luxemburg                  | 1                        |
| 1984                   | Irland                     | 2                        |
| 1985                   | Irland                     | 6                        |
| 1986                   | Auf Teilnahme verzichtet   | Auf Teilnahme verzichtet |
| 1987                   | Irland                     | 1                        |
| 1988                   | Vereinigtes Königreich     | 2                        |
| 1989                   | Österreich                 | 5                        |
| 1990                   | Österreich                 | 10                       |
| 1991                   | Frankreich                 | 2                        |
| 1992                   | Griechenland               | 5                        |
| 1993                   | Irland                     | 1                        |
| 1994 bis 1996          | Auf Teilnahme verzichtet   | Auf Teilnahme verzichtet |
| 1997                   | Estland                    | 8                        |
| 1998 bis 2010          | Auf Teilnahme verzichtet   | Auf Teilnahme verzichtet |
| 2011                   | Rumänien                   | 17                       |
| 2012                   | Albanien                   | 5                        |
| 2013                   | Dänemark                   | 1                        |
| 2014                   | Österreich                 | 1                        |
| 2015                   | Schweden                   | 1                        |
| 2016                   | Spanien (J)                | 22                       |
| 2016                   | Ukraine (T)                | 1                        |
| 2017                   | Aserbaidschan (J)          | 14                       |
| 2017                   | Moldau (T)                 | 3                        |
| 2018                   | Norwegen (J)               | 15                       |
| 2018                   | Albanien (T)               | 11                       |
| 2019                   | Dänemark (J)               | 12                       |
| 2019                   | Albanien (T)               | 18                       |
| 2020                   | Wettbewerb abgesagt        | Wettbewerb abgesagt      |
| 2021                   | Litauen (J)                | 8                        |
| 2021                   | Ukraine (T)                | 5                        |
| 2022                   | Niederlande (J)            | 11                       |
| 2022                   | Ukraine (T)                | 1                        |
| 2023                   | Israel (J)                 | 3                        |
| 2023                   | Moldau (T)                 | 18                       |
| 2024                   | Schweiz (J)                | 1                        |
| 2024                   | Israel (T)                 | 5                        |
| 2025                   | Vereinigtes Königreich (J) | 19                       |
| 2025                   | San Marino (T)             | 26                       |

| Höchstwertung (Halbfinale) | Höchstwertung (Halbfinale) | Höchstwertung (Halbfinale) |
| Jahr                       | Land                       | Platz (Halbfinale)         |
| -------------------------- | -------------------------- | -------------------------- |
| 2004 bis 2010              | Auf Teilnahme verzichtet   | Auf Teilnahme verzichtet   |
| 2011                       | Rumänien                   | 4                          |
| 2012                       | Albanien                   | 2                          |
| 2013                       | Ukraine                    | 3                          |
| 2014                       | Österreich                 | 1                          |
| 2015                       | Israel                     | 3                          |
| 2016                       | Australien (J)             | 1                          |
| 2016                       | Ukraine (T)                | 2                          |
| 2017                       | Aserbaidschan (J)          | 8                          |
| 2017                       | Moldau (T)                 | 2                          |
| 2018                       | Norwegen (J)               | 1                          |
| 2018                       | Rumänien (T)               | 11                         |
| 2019                       | Dänemark (J)               | 10                         |
| 2019                       | Albanien (T)               | 9                          |
| 2020                       | Wettbewerb abgesagt        | Wettbewerb abgesagt        |
| 2021                       | Israel (J)                 | 5                          |
| 2021                       | Ukraine (T)                | 2                          |
| 2022                       | Griechenland (J)           | 3                          |
| 2022                       | Ukraine (T)                | 1                          |
| 2023                       | Moldau                     | 5                          |
| 2024                       | Israel                     | 1                          |
| 2025                       | San Marino                 | 10                         |

## Verschiedenes
- Toto Cutugno Insieme: 1992 ist der einzige Siegertitel im Wettbewerb mit einem zu seiner Zeit aktuellen politischen Bezug: Es ging um das Schengener Abkommen.[7]
- 1974 wurde der Contest von der öffentlich-rechtlichen Radio- und Fernsehanstalt RAI nicht übertragen, da befürchtet wurde, der von Gigliola Cinquetti interpretierte Beitrag Sì („Ja“), könne die Volksabstimmung zur Abschaffung des alten Scheidungsrechts, die etwa fünf Wochen später am 12. Mai stattfinden sollte, hin zu einem positiven Wahlergebnis beeinflussen.[8]
- Mit der Rückkehr Italiens zum Wettbewerb im Jahr 2011, wurden die Großen Vier Spanien, Deutschland, Großbritannien und Frankreich um Italien zu den Großen Fünf erweitert. Der italienische Beitrag ist somit immer für das Finale qualifiziert.
- Hätte es 2011 eine reine Jury-Abstimmung gegeben, hätte Italien gewonnen.[9]
- Hätte es 2015 eine reine Televoting-Abstimmung gegeben, hätte Italien gewonnen.[10]
- Italien ist das einzige Land im Wettbewerb, welches vier Mal in Folge über 300 Punkte erreichen konnte: 334 Punkte (2017), 308 (2018), 472 (2019) und 524 (2021).

## Impressionen

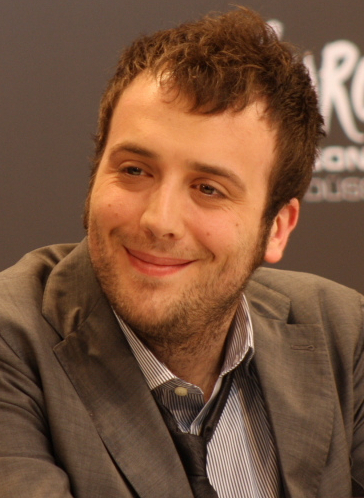
Raphael Gualazzi 2011
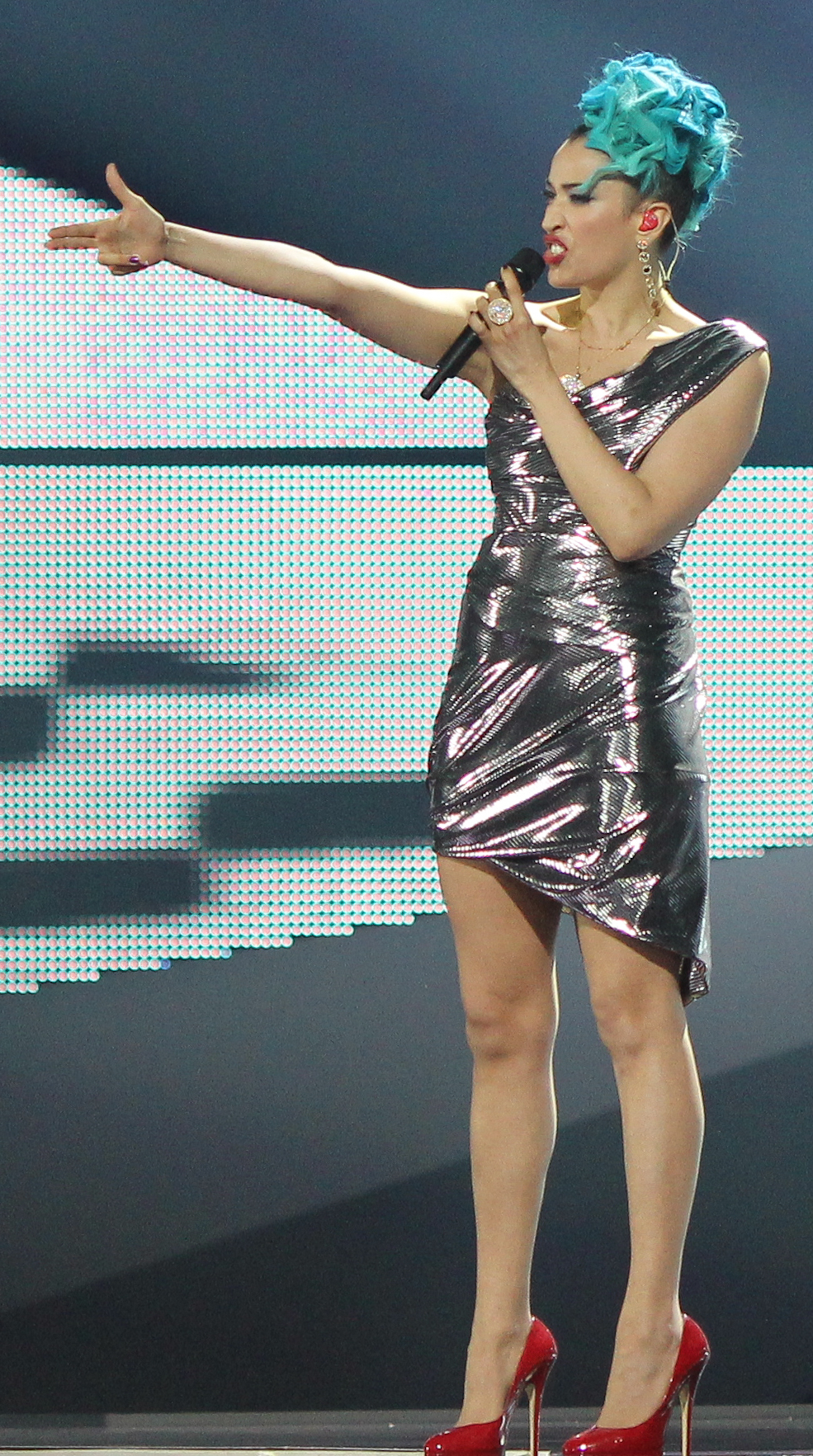
Nina Zilli 2012
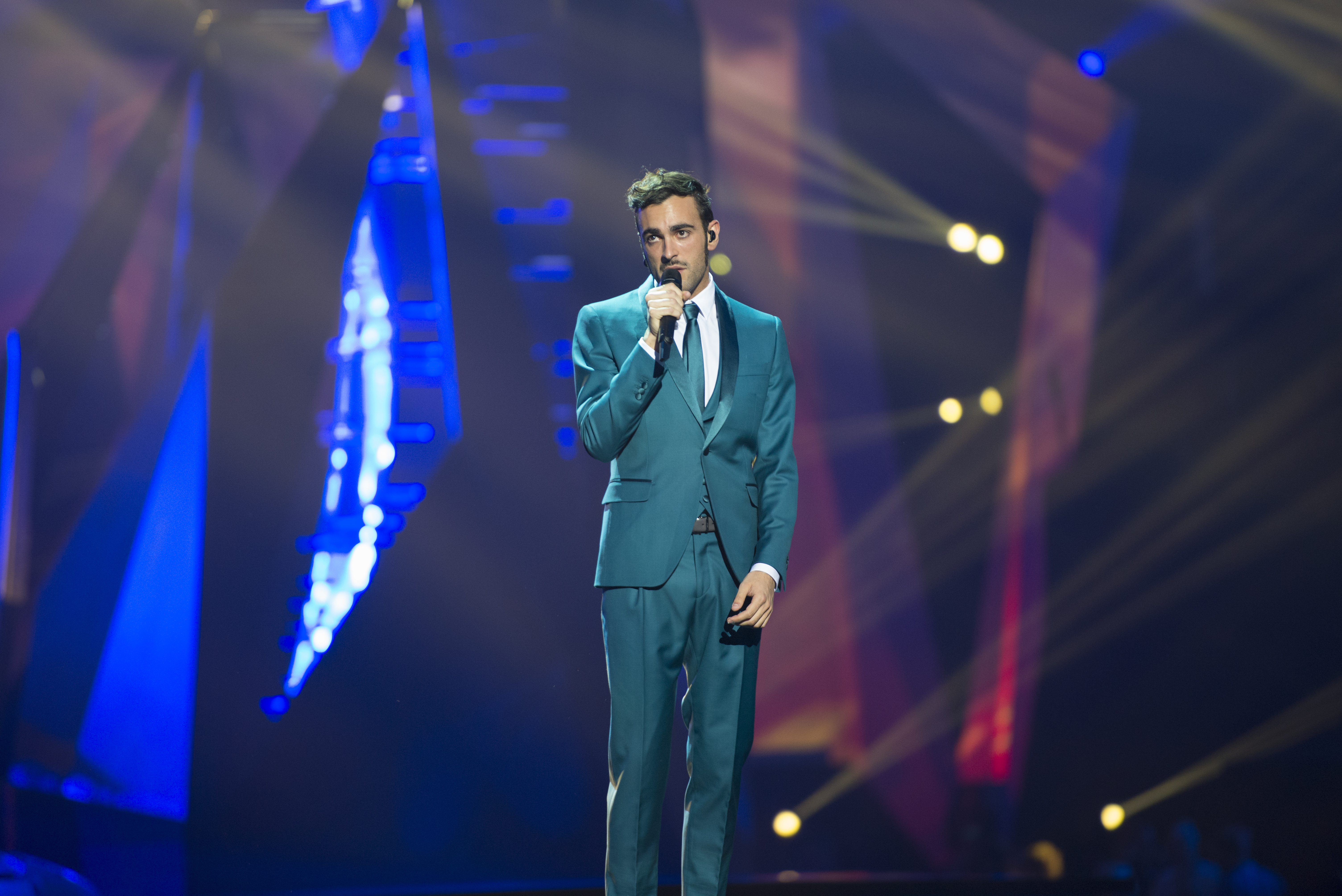
Marco Mengoni 2013
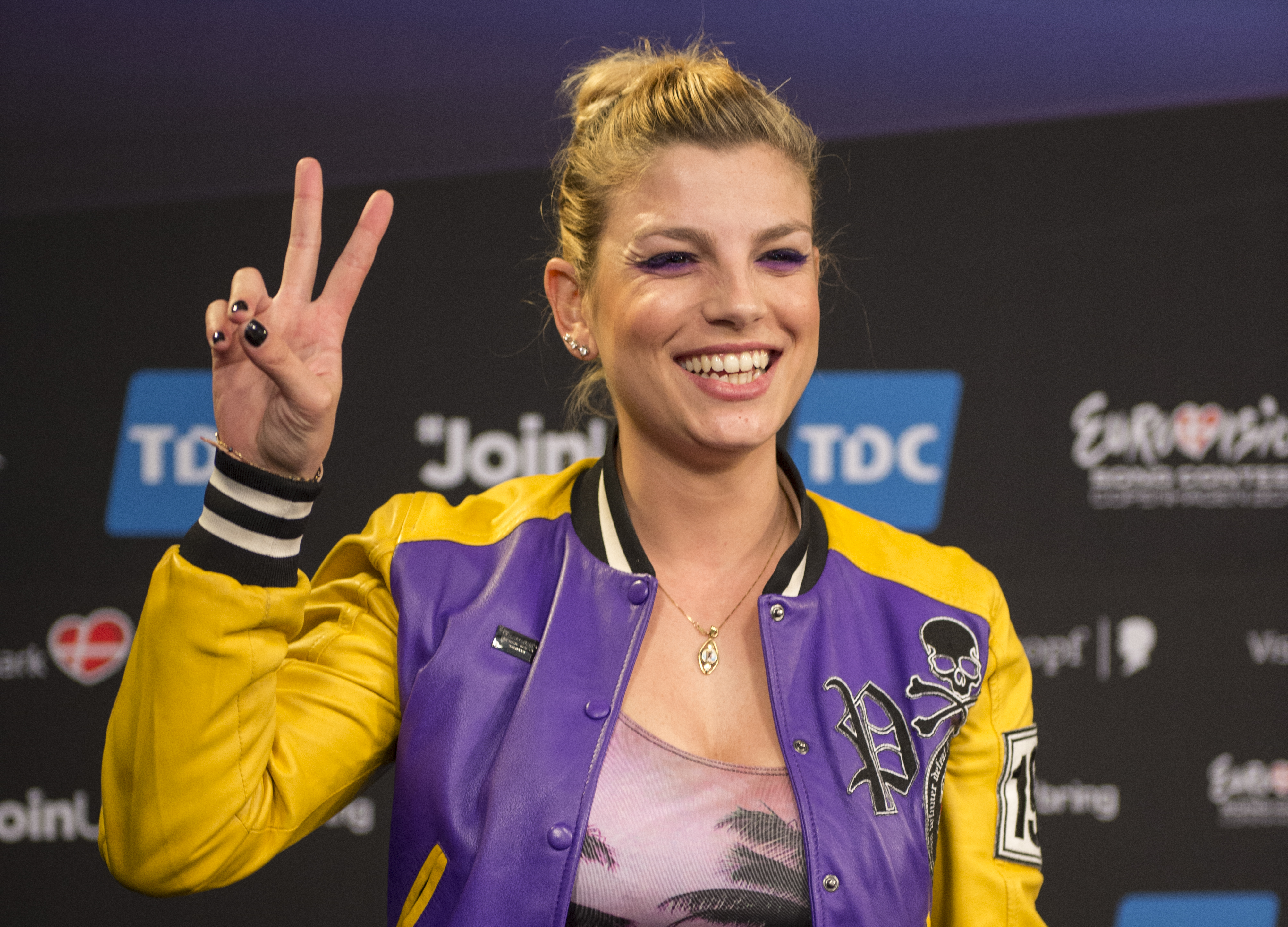
Emma Marrone 2014
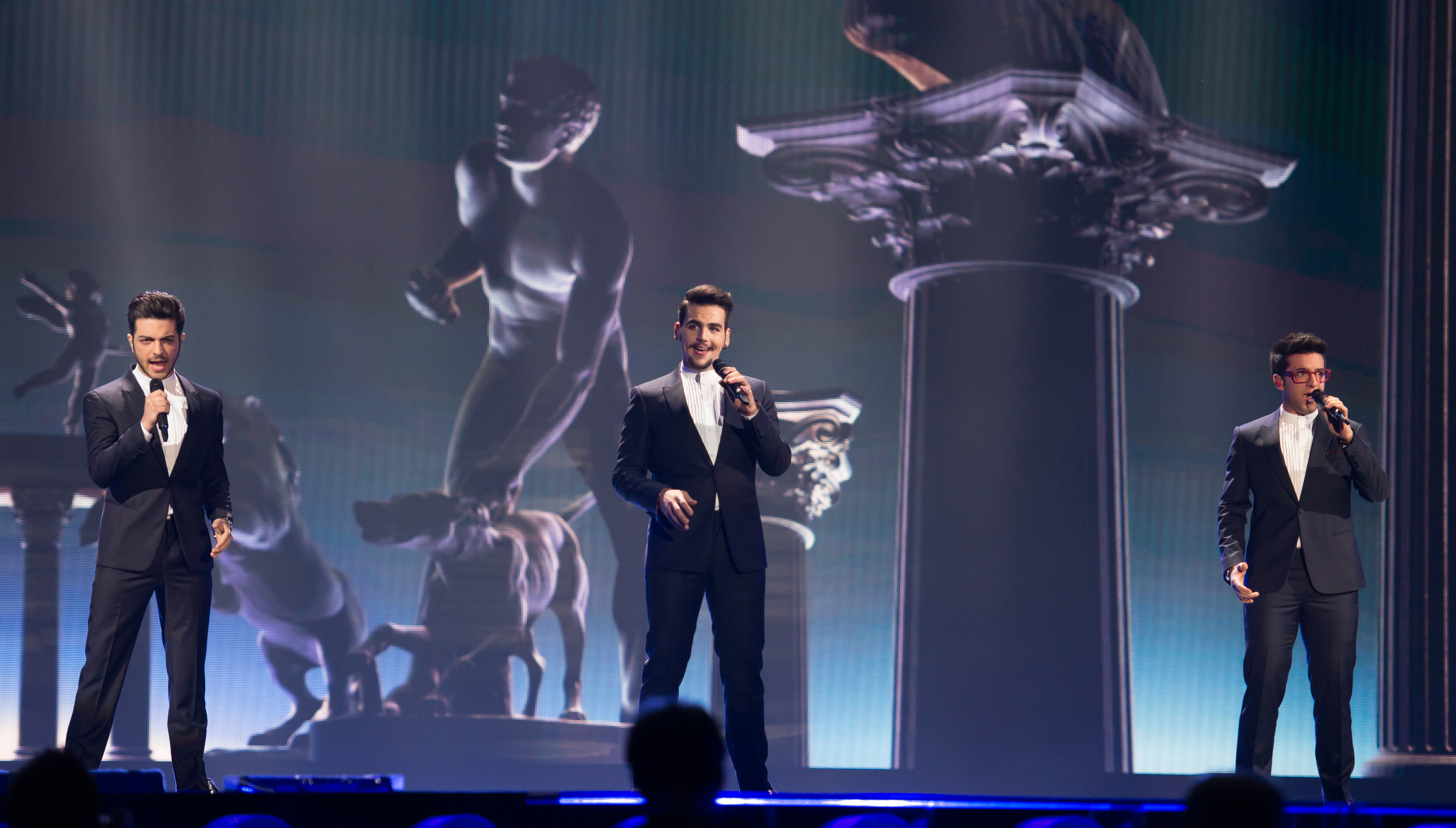
Il Volo 2015
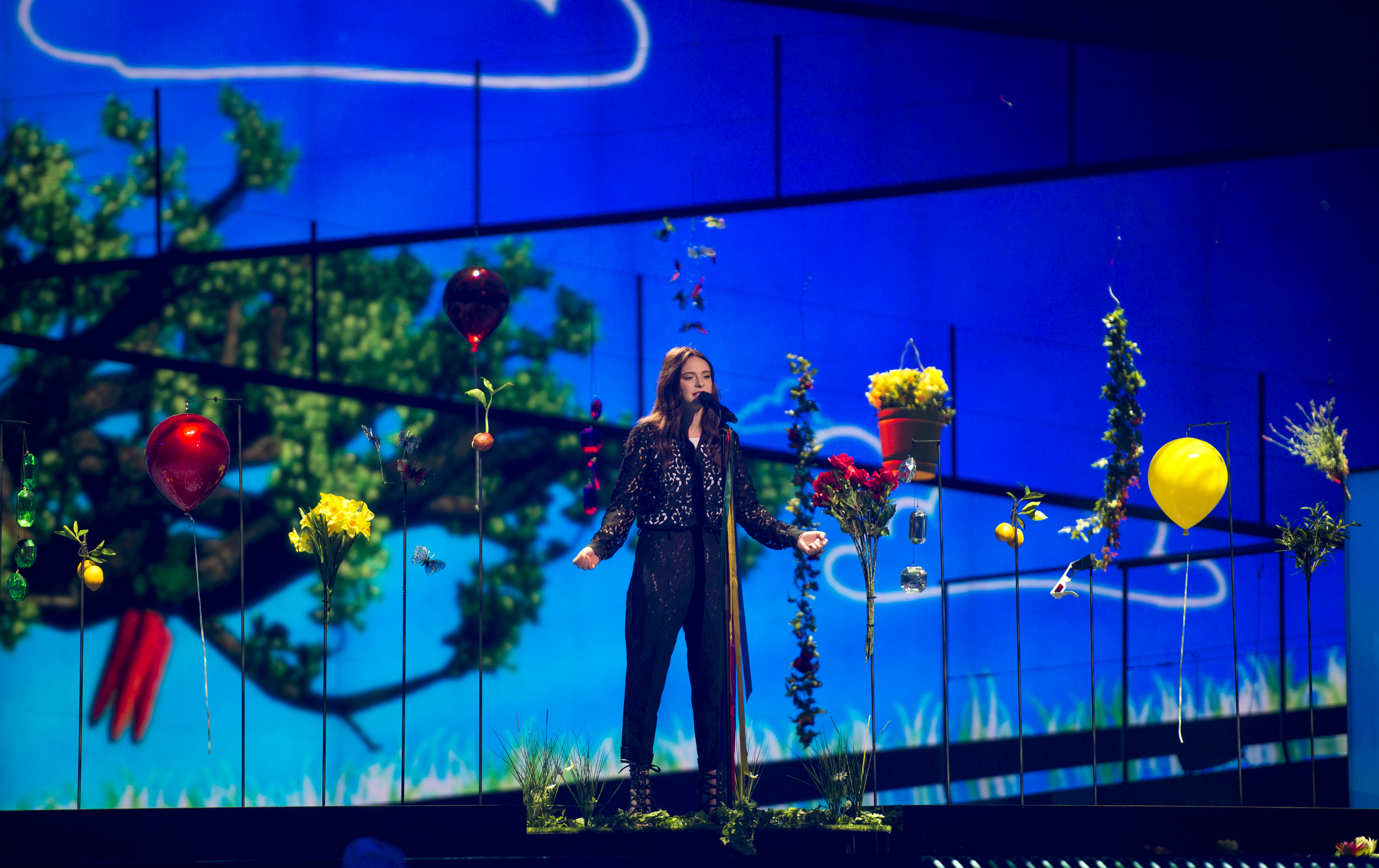
Francesca Michelin 2016
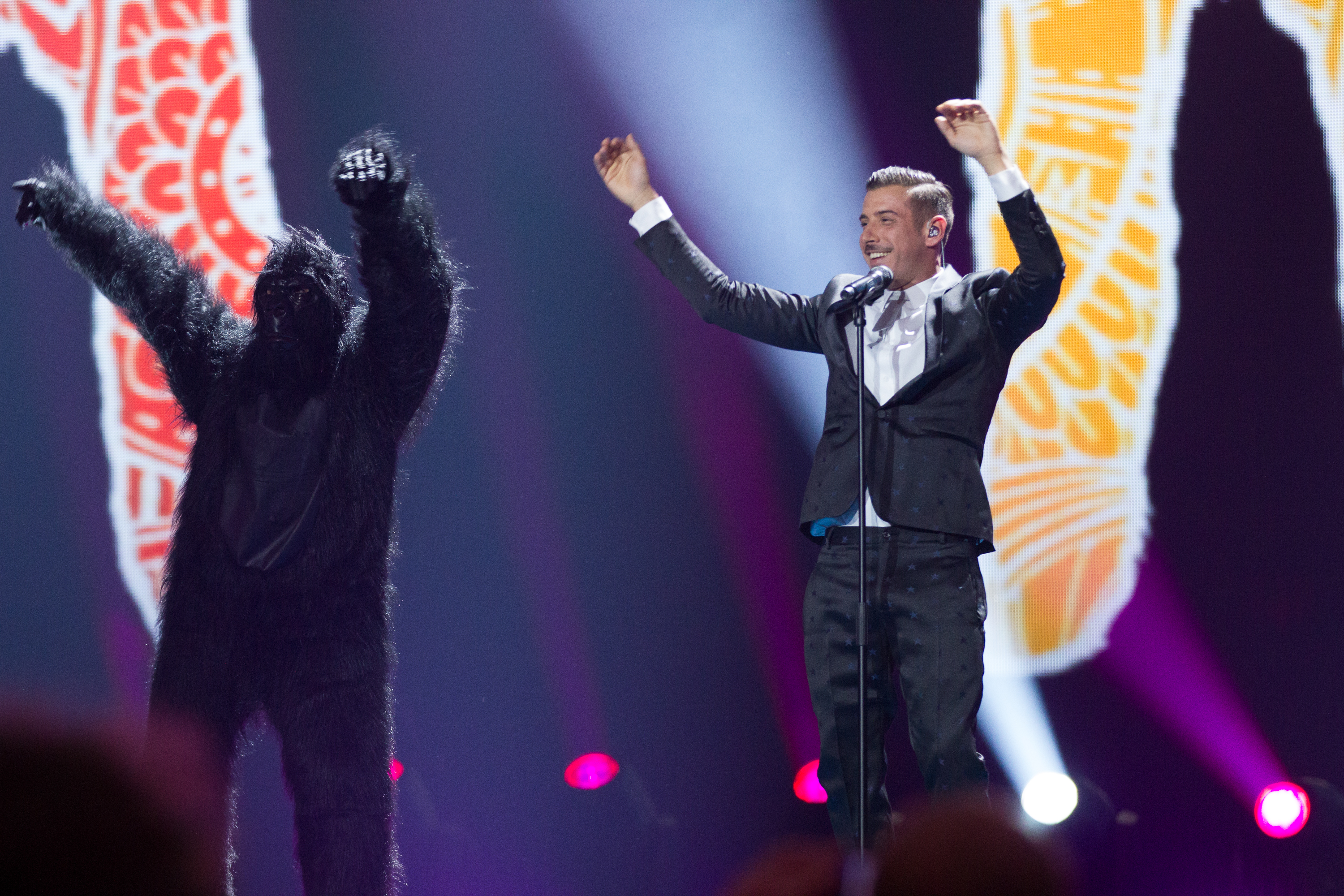
Francesco Gabbani 2017
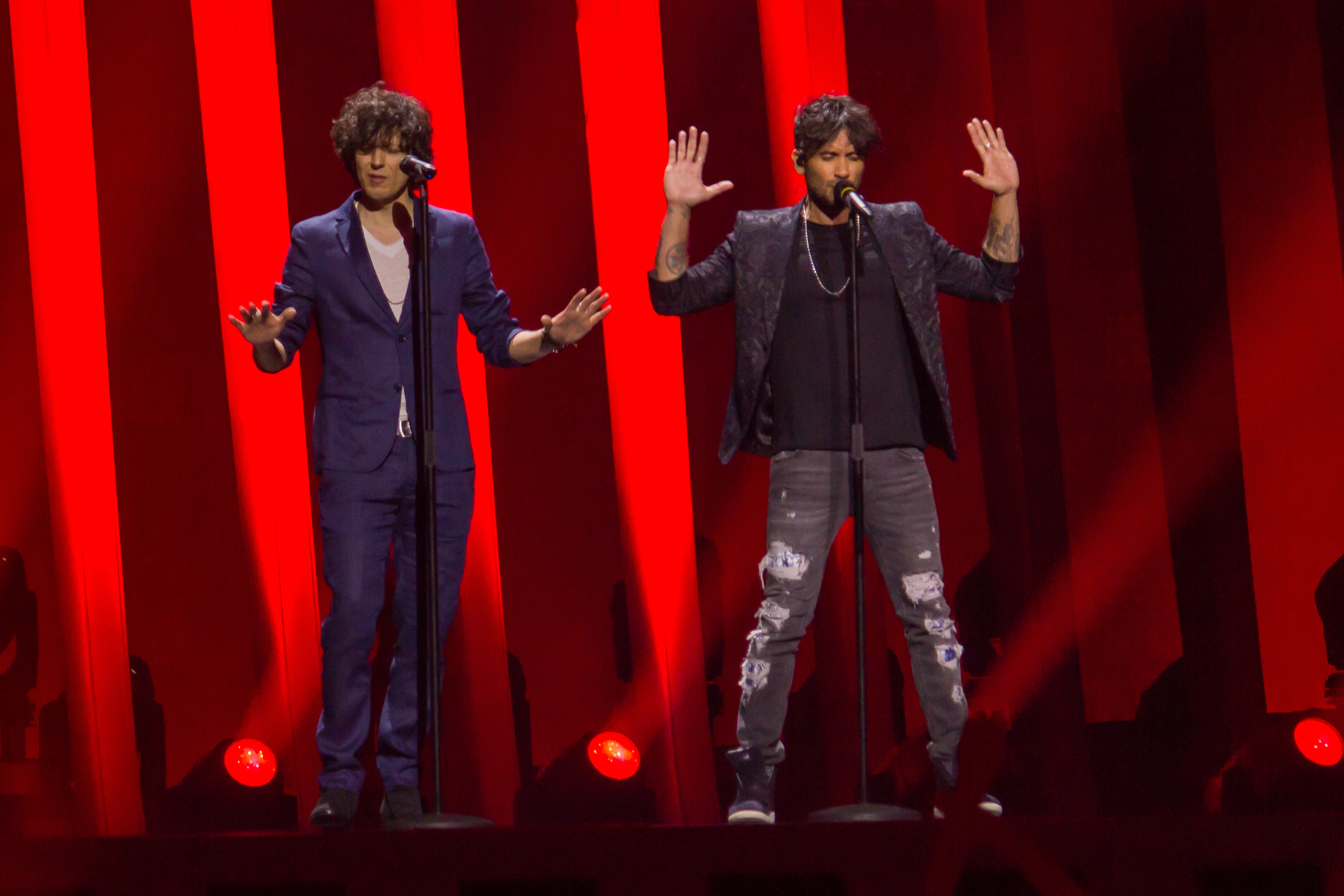
Ermal Meta und Fabrizio Moro 2018
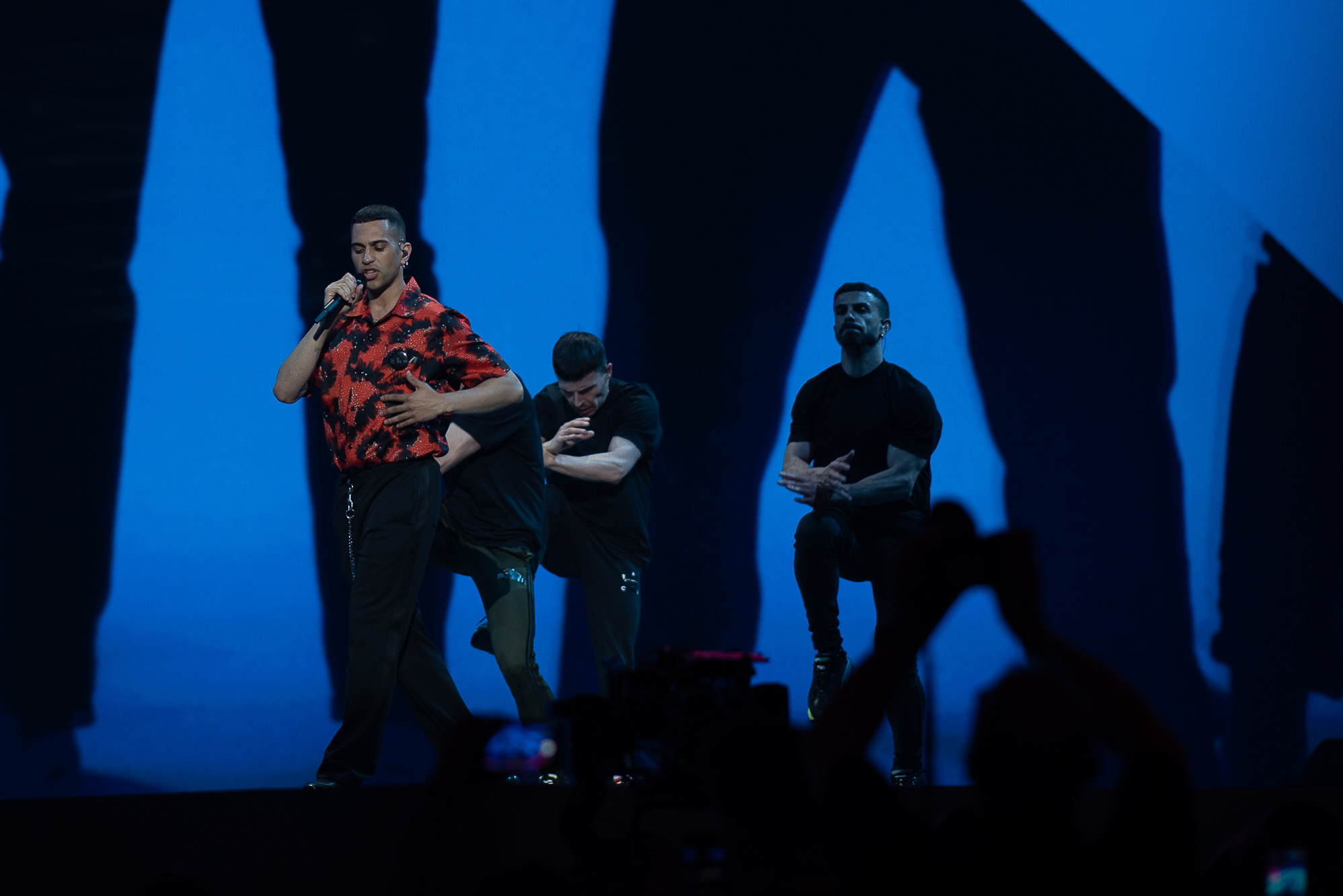
Mahmood 2019
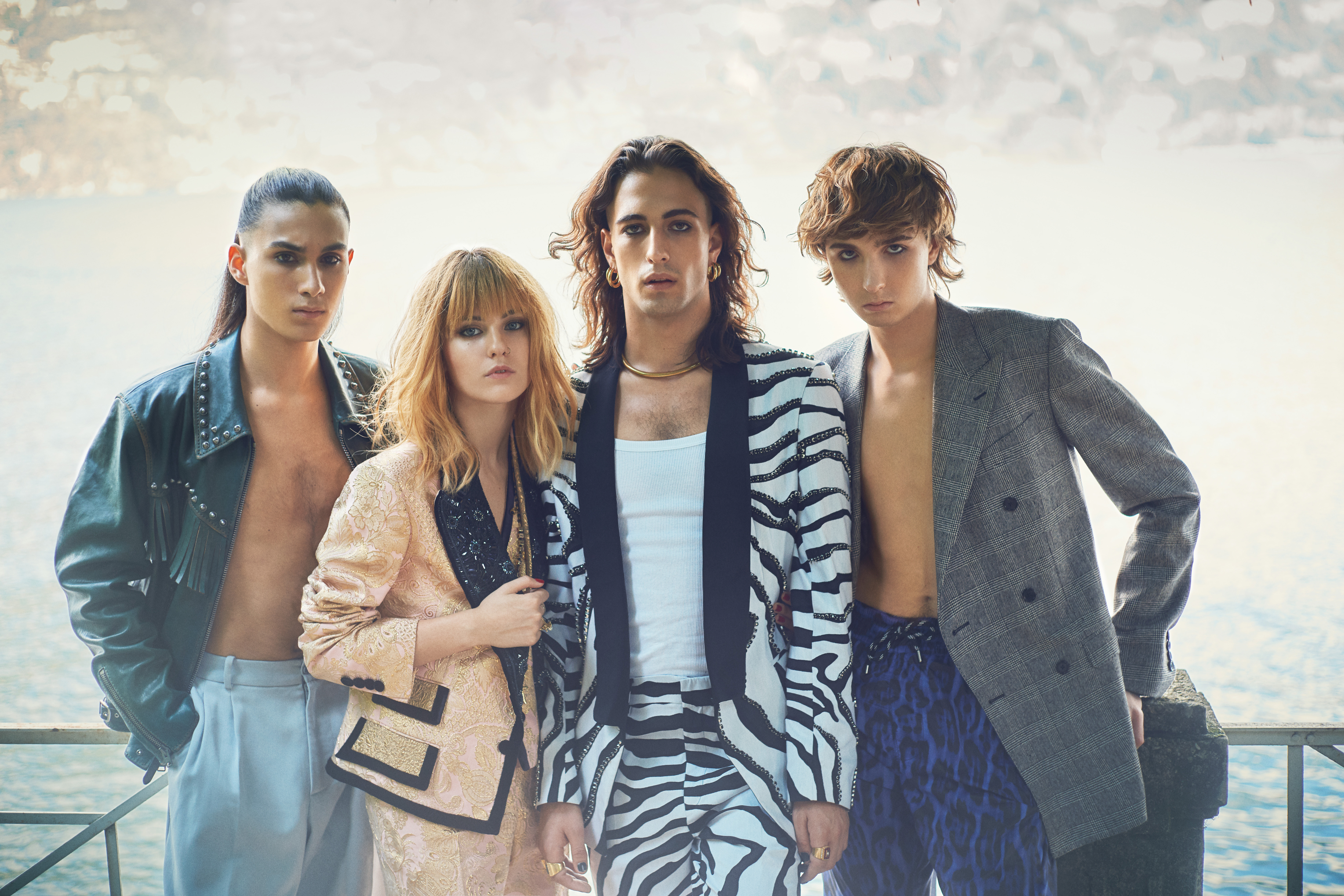
Måneskin 2021
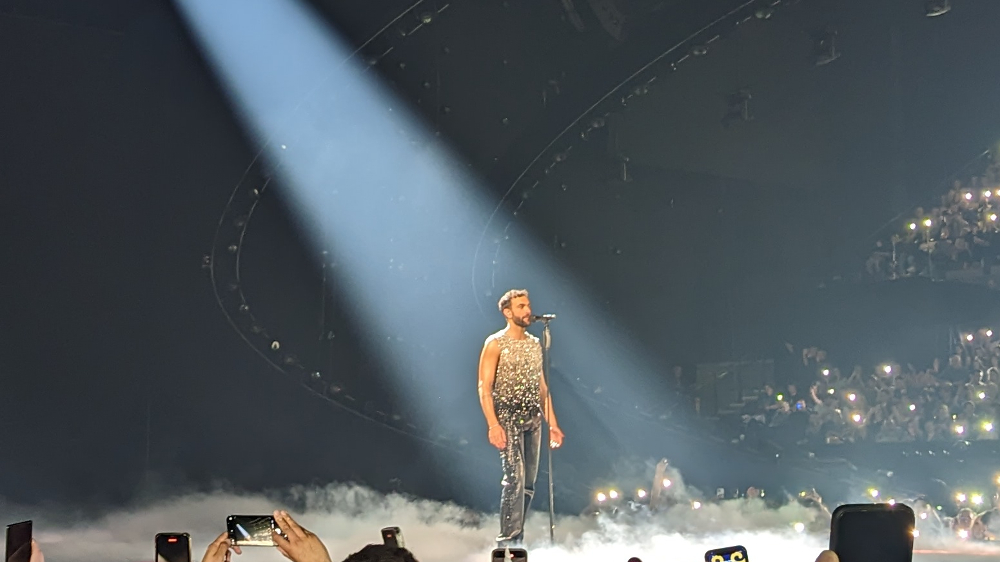
Marco Mengoni 2023
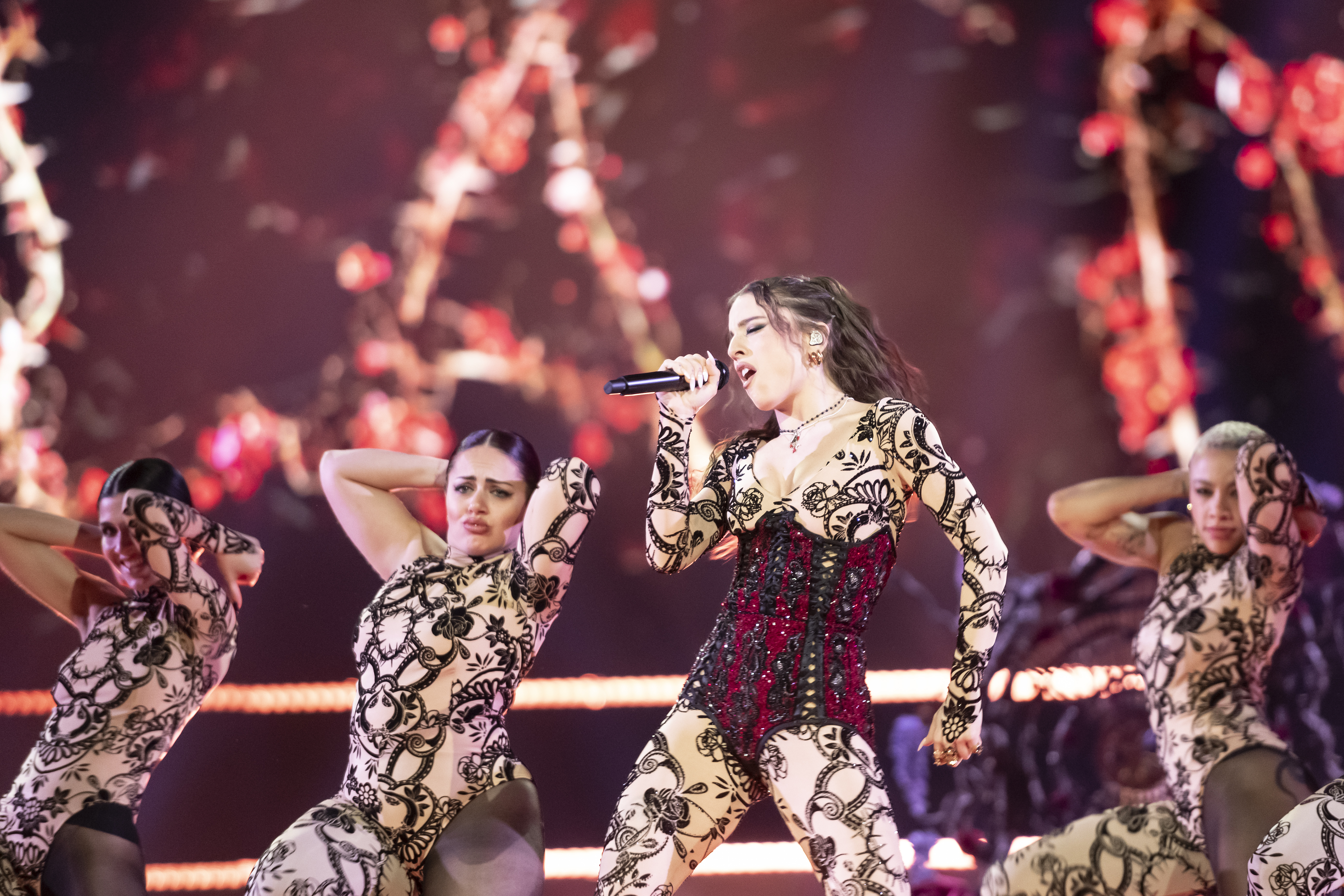
Angelina Mango 2024
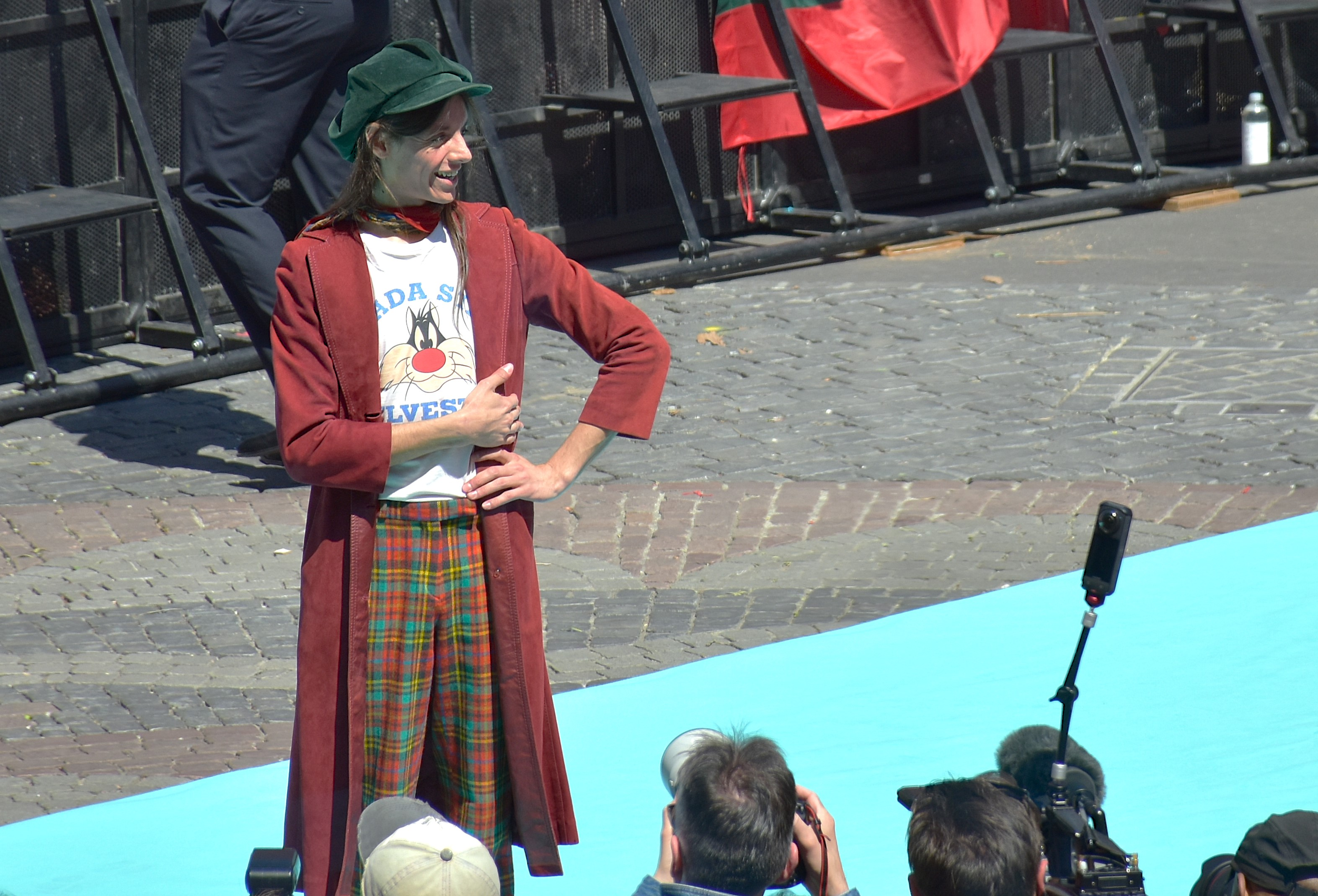
Lucio Corsi 2025